# Marcea, Vâlcea
Marcea este un sat în comuna Ionești din județul Vâlcea, Oltenia, România. Se află în întregime în regiunea Oltenia din România. Acest sat este poziționat între orașele Râmnicu Vâlcea( 24 km *DN64*) și Drăgășani (29 km *DN64*).

### Istorie
Situat în drumul legiunilor romane către capitala Dacă,Pons Aluti (Ionești),era una dintre numeroasele asezari militare.
Rămășițe se găsesc din loc în loc, fiind descoperite de săpături întâmplătoare sau organizate.Primele scrieri despre aceste locuri se regăsesc în anul 1392 unde se face referire la fostul sat București, astăzi regăsindu-se sub denumirea de Marcea.În documentele istorice ale comunei se arată că până la 1882 comuna s-a numit Ioneștii Minhului după numele boierului Minhu Bucsenescu. Din traducerea unui document scris in chirilica (Grafia chirilica s-a folosit in Evul mediu romanesc pentru scrierea de acte diplomatice, manuscrise, carti, inscriptii, legende sigilare sau diverse insemnari), se amintea de un anume om, prezent pe atunci in scaunul domnesc si ca acesta s-ar fi asezat intre hotarele mosiei Minhului pana la mosia Slavitescului spre nord. Dupa numele acestuia, boier fiind,a primit denumirea de Marcea in loc de Bucuresti prin anul 1697 dupa spusele lui Dogaru Constantin. A doua varianta aminteste ca de la un schit, ar fi venit pe aceste locuri un preot, mai mult calugar dupa vorba si port pe care il chema Marceanu si ca acesta ar fi avut pretentia ca acest sat sa ii poarte numele. 

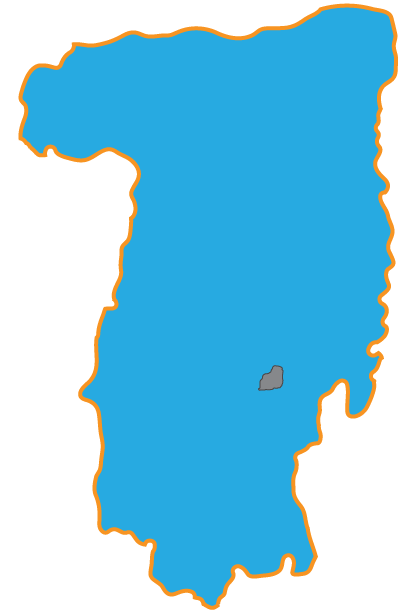
Marcea pe harta judetului

Ca vecinătăți ale comunei regăsim la: sud – comuna Orlești, est – comuna Olanu și râul Olt, nord – comuna Sirineasa și orașul Babeni, vest – comuna Scundu.

## Personalități
- Maria Dragomiroiu (n. 11 iulie 1955), interpretă de muzică populară